# Claude Couillerot
Claude Couillerot est un homme politique français né le 4 janvier 1863 à Montagny-près-Louhans (Saône-et-Loire) et décédé le 23 août 1948 à Montagny-près-Louhans.

## Biographie
Agriculteur, il est maire de Montagny-près-Louhans et conseiller général. Il est député de Saône-et-Loire de 1932 à 1936, inscrit au groupe radical et radical-socialiste.

## Sources
- « Claude Couillerot », dans le Dictionnaire des parlementaires français (1889-1940), sous la direction de Jean Jolly, PUF, 1960 [détail de l’édition]